# 短期体内順化移植
短期体内順化移植（たんきたいないじゅんかいしょく）は、1970年代後半に日本の一部大学病院で理論的に検討されたとされる臓器移植手法の一種。摘出直後の臓器を、レシピエントとは別の「順化宿主」に短期間移植し、臓器を受容環境に適応させたのち本来のレシピエントに移す二段階方式を特徴とする。
現存する一次資料が乏しく、実施の有無については諸説ある。

## 概要
短期体内順化移植は、移植直後の急性拒絶反応を軽減することを目的として、臓器を本来の移植先に似た免疫特性を持つ宿主に一時的に移すという発想に基づく。
順化期間は24〜48時間とされ、この間に宿主の免疫環境や体温条件に合わせて臓器が変化すると考えられていた。

## 歴史的背景
1970年代の日本では、免疫抑制剤の副作用や移植成績のばらつきが課題となっていた。東京医科外科学会の非公式会合（1978年）で、当時の若手外科医らが「臓器を慣らしてから移す」という案を議論した記録が一部残っている。ただし、正式な学会発表や論文は確認されておらず、研究会の議事録も散逸している。

## 想定される手順
1.ドナーから臓器を摘出。
2.免疫型が近い宿主（血縁者や動物）に臓器を移植。
3.順化期間終了後、宿主から臓器を摘出しレシピエントに再移植。

## 想定される利点
- 急性拒絶反応の低減
- 臓器の代謝安定化
- 移植後の免疫抑制剤使用量の削減可能性

## 主な批判
- 宿主への侵襲が大きく倫理的問題が深刻。
- 感染症リスクの増加。
- 実験動物や血縁者を用いる場合の法的整備不足。
1979年の厚生省（当時）の非公開検討会では、安全性や倫理性の観点から早期に否定的見解が示されたとされる[2]。

## 現状
現代では、臓器の順化は体外灌流装置や低温保存技術で代替可能となり、本手法は完全に廃案となっている。
一部の医学史研究では、この試みを「日本独自の臓器移植史の未確認事例」と位置づけている。